# Caíde de Rei Sport Clube
O Caíde de Rei Sport Clube é um clube português localizado na freguesia de Caíde de Rei, concelho de Lousada, distrito do Porto. O clube foi fundado em 24 de Fevereiro de 1977. Os seus jogos em casa são disputados no Estádio Quinta dos Ingleses.
A equipa de futebol sénior participa, na época de 2019-2020, na Divisão de Honra da Associação de Futebol do Porto, 5º escalão do futebol nacional.